# Saccocirrus minor
Saccocirrus minor är en ringmaskart som beskrevs av Aiyar och Alikuhni 1944. Saccocirrus minor ingår i släktet Saccocirrus och familjen Saccocirridae. Inga underarter finns listade i Catalogue of Life.